# Antidesma brevipes
Antidesma brevipes är en emblikaväxtart som beskrevs av Petra Hoffm.. Antidesma brevipes ingår i släktet Antidesma och familjen emblikaväxter. Inga underarter finns listade i Catalogue of Life.